# Théorie cardinale de l'utilité
 (mars 2009).
Si vous disposez d'ouvrages ou d'articles de référence ou si vous connaissez des sites web de qualité traitant du thème abordé ici, merci de compléter l'article en donnant les références utiles à sa vérifiabilité et en les liant à la section « Notes et références ».
| Entities | 1  | 2  |
| -------- | -- | -- |
| A        | 1  | 5  |
| B        | 2  | 7  |
| C        | 3  | 9  |
| D        | 4  | 11 |
| E        | 5  | 13 |
| F        | 7  | 17 |
| G        | 11 | 25 |
| H        | 14 | 31 |
| I        | 16 | 35 |
| J        | 17 | 37 |

La théorie cardinale de l'utilité est la théorie selon laquelle l'on peut exprimer par une quantité l'utilité procurée par un montant de consommation donné, en outre c'est l'utilité ressentie.
Cette hypothèse de mesurabilité suppose que l'on peut établir une hiérarchie entre les niveaux d'utilité : si l'utilité de {\displaystyle a} est 100 et celle de {\displaystyle b} est 300, ceci veut tout simplement dire que l'utilité de {\displaystyle b} est trois fois supérieure à celle de {\displaystyle a}.
L'util, est l'unité proposée pour mesurer l'utilité.

## Définition
Les précurseurs de la révolution marginaliste (Walras, Jevons, Menger) concevaient l'utilité comme la sensation de plaisir associée à la consommation d'un bien. Ils défendirent l'idée d'une mesure cardinale de l'utilité en supposant que le consommateur était capable de donner une évaluation de l'utilité que lui apportait toute combinaison de biens. Cette faculté était l'exact miroir de la capacité supposée du producteur à prédire la production pour toute combinaison d'intrants donnée, et simplifiait considérablement l'analyse. Pour des raisons pédagogiques, elle fut également utilisée, avec quelques réserves, par Alfred Marshall.
Outre l'utilité, les inventeurs de cette théorie ont mis en place deux principes:
- Le principe de la décroissance de l'utilité marginale
- Le principe de l'égalisation des utilités marginales

## Apports

### L'utilité marginale décroissante
Ils distinguent deux comportements de l'utilité :
- L'utilité marginale (Um), signifie le niveau de satisfaction procurée par la dernière unité consommée d'un bien ou par chaque unité supplémentaire d'un bien.
- L'utilité totale (Ut), c'est-à-dire l'intensité de satisfaction obtenue par la consommation d'une quantité, d'un bien.

L'allemand Heinrich Gossen en 1854 a énoncé la loi dite de Gossen :
« l'intensité d'un bien plaisir qui se prolonge diminue et finit par disparaître quand l'individu parvient à satiété. »
C'est ce qui sera repris par les néoclassiques en retenant l'hypothèse selon laquelle l'Um procurée par chaque dose supplémentaire d'un bien consommé va en diminuant et devient nulle à partir d'un certain seuil appelé "point de satiété". Au-delà de ce point, l'Um de doses supplémentaires peut devenir négative et se transformer en désutilité.

## Critique
L'util, unité fictive mise en place par les cardinaux pour mesurer l'utilité, n'est pas à l'abri des critiques.
Fortement critiquée par l'approche ordinale, cette façon de présenter les choses est réduite à une erreur qui serait très très loin de la réalité quotidienne. Ils avancent l'argument selon lequel il est impossible de chiffrer le degré de préférence et de le dire, par exemple : un portable nous procure plus de satisfaction qu'un ordinateur.
Cependant, cette analyse présente un intérêt pour le raisonnement économique.